# Деревягино (Рязанская область)
Деревягино — село в Чучковском районе Рязанской области России, входит в состав Завидовского сельского поселения.

## Географическое положение
Село расположено в 6 км на юг от центра поселения села Завидово и в 17 км на запад от райцентра посёлка Чучково.

## История
Деревягино в качестве села Шацкого уезда упоминается в окладных книгах 1676 года, где в том селе показана церковь Великого Чудотворца Николая. Время построения в селе новой деревянной церкви в честь святого Николая с приделом Ильинским неизвестно, в 1818 году прихожане просили дозволение у епархиального начальства на поправку разного рода ветхостей в их церкви. Школа в селе существовала в особо устроенном для неё доме с 1862 года, в которой местный священник состоял законоучителем.
В XIX — начале XX века село входило в состав Чучковской волости Сапожковского уезда Рязанской губернии. В 1906 году в селе было 95 дворов.
С 1929 года село являлось центром Деревягинского сельсовета Чучковского района Рязанского округа Московской области, с 1937 года — в составе Рязанской области, с 2005 года — в составе Завидовского сельского поселения.

## Инфраструктура
Рядом с селом находится водонапорная башня.

## Население
| 1859 | 1897 | 1906 | 1981 | 2010 |
| ---- | ---- | ---- | ---- | ---- |
| 449  | ↗627 | ↗727 | ↘140 | ↘4   |